# Тонкоклювый медоуказчик
Тонкоклювый медоуказчик (лат. Prodotiscus regulus) — вид птиц семейства медоуказчиковых.

## Описание
Тонкоклювый медоуказчик достигает длины 12—13,5 см и массы от 9,5 до 16 г. Половой диморфизм не выражен. Верхняя часть тела и крыльев серовато-коричневая. Наружные рулевые перья белого цвета с тёмными кончиками. Нижняя часть тела серовато-белая.

## Распространение
Вид распространён в Африке южнее Сахары (на территории Анголы, Ботсваны, Камеруна, ЦАР, ДРК, Кот’д Ивуара, Эфиопии, Кении, Лесото, Либерии, Малави, Мозамбика, Намибии, Нигерии, Руанды, Сомали, ЮАР, Судана, Свазиленда, Танзании, Того, Уганды, Замбии и Зимбабве). Живёт в различных биотопах. Избегает жарких пустынь и густых лесов.
Выделяют два подвида:
- Prodotiscus regulus regulus Sundevall, 1850 встречается в восточном и центральном Судане, на юге Демократической Республики Конго, в Анголе, на северо-востоке Намибии и в восточной провинции Кейп;
- Prodotiscus regulus camerunensis Reichenow, 1921 встречается от Гвинеи до Камеруна и Центральноафриканской Республики.